# Trekantig svanmossa
Trekantig svanmossa (Meesia triquetra) är en bladmossart som beskrevs av Johan Ångström 1844. Trekantig svanmossa ingår i släktet svanmossor, och familjen Meesiaceae. Arten är reproducerande i Sverige. Inga underarter finns listade i Catalogue of Life.